# Ignacio Fideleff
Ignacio David Fideleff (Rosário, 4 de julho de 1989) é um futebolista argentino que atua como zagueiro. Atualmente, joga pelo Ergotelis da Grécia.

## Títulos
Napoli
- Coppa Italia: 2011–12

Maccabi Tel Aviv
- Campeonato Israelense: 2012–13